# 三井住友
三井住友（みついすみとも、英語: Mitsui Sumitomo, Sumitomo Mitsui）とは、三井グループ及び住友グループの両方に属する法人である。住友三井（すみともみつい、英語: Sumitomo Mitsui）と称するものもある。

## 概要
三井グループの企業及び住友グループの企業の統合によって発足している。但し、両グループ自体は統合しておらずそれぞれ別の企業グループである。

### 英訳表記について
「三井住友」を冠している会社は、商号の英語表記が日本語表記（三井住友）と同じ「Mitsui Sumitomo」とするものと、逆様にした「Sumitomo Mitsui」とするものがある。後者は、日本語表記では「三井」を始めとする代わりに、英語表記では「Sumitomo」を始めとするという対等の意味からである。また、「Mitsui」より「Sumitomo」の方が国際的に名が通っているためとの意味もある。2001年に当時の株式会社三井住友銀行（以下「旧SMBC」）が発足した時からこの様な表記が続けられている。
同様に商号の日本語表記と英語表記の順番が逆になる例として、三井グループではDM三井製糖株式会社（Mitsui DM Sugar Co., Ltd.）や株式会社三越伊勢丹ホールディングス（Isetan Mitsukoshi Holdings Ltd.）など、三井住友トラストグループでは住信SBIネット銀行株式会社（SBI Sumishin Net Bank, Ltd.）などがある。

## 主な企業

### SMBCグループ
株式会社三井住友銀行(SMBC)を中核とするSMBCグループは、住友グループの株式会社住友銀行が三井グループの株式会社さくら銀行を吸収合併し、旧SMBCが発足した経緯から、「Sumitomo Mitsui」である。主な会社は次の通り。
- 株式会社三井住友フィナンシャルグループ（Sumitomo Mitsui Financial Group, Inc.）
- 株式会社三井住友銀行（Sumitomo Mitsui Banking Corporation）
- 三井住友カード株式会社（Sumitomo Mitsui Card Company, Limited）
- 三井住友DSアセットマネジメント株式会社（Sumitomo Mitsui DS Asset Management Company, Limited）
- 三井住友ファイナンス&リース株式会社（Sumitomo Mitsui Finance and Leasing Company, Limited）

### 三井住友トラストグループ
三井住友トラストグループは、三井グループの中央三井トラスト・ホールディングス株式会社（現在の三井住友トラストグループ株式会社）及び住友グループの住友信託銀行株式会社（現在の三井住友信託銀行株式会社）が株式交換し、グループが発足しているが、「Sumitomo Mitsui」である。主な会社は次の通り。
- 三井住友トラストグループ株式会社（Sumitomo Mitsui Trust Group, Inc.）
- 三井住友信託銀行株式会社（Sumitomo Mitsui Trust Bank, Limited）
- 三井住友トラスト・アセットマネジメント株式会社（Sumitomo Mitsui Trust Asset Management Co., Ltd.）

### MS&ADインシュアランスグループ
MS&ADインシュアランスグループは、三井グループの三井海上火災保険株式会社が住友グループの住友海上火災保険株式会社を吸収合併し、三井住友海上火災保険株式会社が発足した経緯から、日本語表記と同じ「Mitsui Sumitomo」である。主な会社は次の通り。
- 三井住友海上火災保険株式会社（Mitsui Sumitomo Insurance Company, Limited）
- 三井住友海上あいおい生命保険株式会社（Mitsui Sumitomo Aioi Life Insurance Company, Limited）
- 三井住友海上プライマリー生命保険株式会社（Mitsui Sumitomo Primary Life Insurance Company, Limited）

### 三井住友建設株式会社
三井住友建設株式会社（Sumitomo Mitsui Construction Co., Ltd.）は、三井グループの三井建設株式会社が住友グループの住友建設株式会社を吸収合併して発足しているが、「Sumitomo Mitsui」である。

### 三井住友金属鉱山伸銅株式会社
三井住友金属鉱山伸銅株式会社（MITSUI SUMITOMO METAL MINING BRASS & COPPER CO.,LTD.;）は、三井グループの三井金属鉱業株式会社圧延加工事業部の事業を住友グループの住友金属鉱山伸銅株式会社が吸収分割によって承継して発足しているが、日本語表記と同じ「Mitsui Sumitomo」である。

### 住友三井オートサービス株式会社
住友三井オートサービス株式会社（Sumitomo Mitsui Auto Service Company, Limited）は、住友グループの住商オートリース株式会社が当時の三井住友フィナンシャルグループ（現在のSMBCグループ）の三井住友銀オートリース株式会社を吸収合併して発足した経緯から、日本語表記と同じ「Sumitomo Mitsui」である。

### その他変則的なもの
「三井住友」や「住友三井」でない変則的なものとして、次の会社が存在する。
- 三井住建道路株式会社（SUMIKEN MITSUI ROAD CO., LTD.）

## 実現しなかった統合
三井グループの三井化学株式会社及び住友グループの住友化学工業株式会社（現在の住友化学株式会社）は、2003年10月に統合を予定していたが、同年3月31日に見送る事を発表している。また、両社が出資していた三井住友ポリオレフィン株式会社は2003年10月1日に事業を解消している（三井化学株式会社のポリオレフィン事業は2005年4月1日に新設分割し株式会社プライムポリマーを設立している）ほか、日本ポリスチレン株式会社は解散し、ポリスチレン事業から撤退している。

## 金融商品市場における銘柄略称
金融商品取引所の開設する金融商品市場（取引所金融商品市場）における銘柄略称は、三井住友建設株式会社は「三井住友建」（証券コード: 1821）、三井住友トラストグループ株式会社は「三井住友トラ」（証券コード: 8309）、株式会社三井住友フィナンシャルグループは「三井住友」（証券コード: 8316）である（証券コード順）。
ちなみに、旧SMBCは「SMBC」、三井住友海上火災保険株式会社及び旧三井住友海上グループホールディングス株式会社（現在のMS&ADインシュアランスグループホールディングス株式会社）はいずれも「三住海上」を用いていた。

## 備考
三井グループの株式会社商船三井は、三井グループの三井船舶株式会社が大阪商船株式会社（住友系）を吸収合併し、1964年に大阪商船三井船舶株式会社として発足しており、ある種の三井住友（住友三井）である。2009年までは登記上の本店を旧大阪商船の本店である大阪市に置いていた他、また（歴史が古い）大阪商船の設立を会社の創業としている。